# 劉俚
劉 俚（りゅう り）は、紀元前1世紀から紀元1世紀、古代中国の前漢時代の城陽王である。生没年不明。在位は永始元年（紀元前16年）から始建国2年（10年）まで。
父は城陽王の孝王劉景で、兄または弟に哀王劉雲がいた。城陽国は父の後を嗣いだ劉雲が死んで鴻嘉3年（紀元前18年）にいったん廃絶した。
成帝は、永始元年（紀元前16年）に劉俚を城陽王に封じた。
王莽が漢を滅ぼして新を立ててから2年目の始建国2年（西暦10年）、劉俚は王を廃され公に格下げになった。始建国3年（11年）にそれも廃された。